# Medfield (processore)
Medfield sarà un processore Intel alla base della quinta generazione della piattaforma pensata per il segmento dei sistemi ultra portatili UMPC, MID e Smartphone, ed è previsto per il 2010, come successore della CPU Lincroft.

## Caratteristiche tecniche
Il predecessore di Medfield, Lincroft, è una CPU del tipo System on a Chip (SoC) e ha consentito un deciso passo avanti nell'ottimizzazione generale dell'efficienza dei sistemi ultra portatili.
In generale, un SoC è un processore che integra non solo il core di elaborazione, ma anche tutti gli altri sistemi, come il chipset, il sottosistema grafico e il controller di memoria RAM.
Lincroft è stato il primo SoC della casa e viene realizzato mediante il processo produttivo a 45 nm ma deve essere affiancato dal chip Langwell che si occupa della gestione dell'I/O e che viene per questo indicato da Intel come un "Communications Hub".
Medfield sarà invece basato sul futuro processo produttivo a 32 nm e questo consentirà di integrare al suo interno anche le funzionalità di I/O in modo da poter eliminare ogni chip aggiuntivo; i futuri sistemi ultra portatili, quindi, potranno godere di efficienza e dimensioni complessive decisamente migliori rispetto a quanto possibile attualmente.

## Il successore
Intel non ha ancora lasciato trapelare nulla riguardo al successore di Medfield, ma è molto probabile che continui ad essere un chip SoC.